# Rohrbach an der Lafnitz
Rohrbach an der Lafnitz è un comune austriaco di 2 657 abitanti nel distretto di Hartberg-Fürstenfeld, in Stiria. Il 1º gennaio 2015 ha inglobato il comune soppresso di Eichberg e la località di Rohrbach-Schlag, già frazione del comune di Schlag bei Thalberg.